# Олевано ди Ломелина
Олевано ди Ломелина (итал. Olevano di Lomellina) је насеље у Италији у округу Павија, региону Ломбардија.
Према процени из 2011. у насељу је живело 745 становника. Насеље се налази на надморској висини од 106 м.

## Становништво
Према резултатима пописа становништва 2011. у општини је живело 783 становника.
| 1931. | 1936. | 1951. | 1961. | 1971. | 1981. | 1991. | 2001. | 2011. |
| ----- | ----- | ----- | ----- | ----- | ----- | ----- | ----- | ----- |
| 1.456 | 1.565 | 1.544 | 1.299 | 972   | 818   | 729   | 771   | 783   |